# Rio (Italia)
Rio es una localidad italiana de la provincia de Livorno, región de Toscana, con 387 habitantes.

Ubicación de la ciudad de Rio dentro de la provincia de Livorno.